# Iljas Süleimenow
Iljas Düissenuly Süleimenow [iljas sʉlejmenov] (kasachisch Ільяс Дүйсенұлы Сүлейменов, russisch Ильяс Дуйсенович Сулейменов Iljas Duissenowitsch Suleimenow; * 21. Dezember 1990 in der Siedlung Krasnosnamenskoje, Oblast Zelinograd, Kasachische SSR, UdSSR) ist ein kasachischer Boxer. Er ist Gewinner der Silbermedaille der Asienmeisterschaften 2011 und Teilnehmer der Olympischen Spiele 2012 in London im Fliegengewicht.

## Karriere
Obwohl er noch nie die nationalen Meisterschaften gewonnen hatte, wurde Süleimenow für die Asienmeisterschaften 2011 nominiert und holte hier überraschend die Silbermedaille mit Siegen gegen Hatsanai Phoilevy, Laos (RSC 2.), Julio Bria, Indien (29:11) und Rey Saludar, Philippinen (30:17) und einer Punktniederlage im Finale gegen Chang Yong, China (15:16).
Trotz dieses Erfolges nahm Süleimenow nicht an den Weltmeisterschaften im selben Jahr teil. Da der kasachische Vertreter Olschas Sattibajew hier schon in der Vorrunde ausschied und Süleimenow sich bei Länderkämpfen im Frühjahr 2012 gegen Indien, Frankreich und Russland, u. a. mit einem Sieg gegen den Franzosen Nordine Oubaali, sehr gut in Form zeigte, wurde Süleimenow für das asiatische Olympiaqualifikationsturnier in Astana nominiert. Bei diesem schlug er Azat Usenaliyev, Kirgisistan (19:16), Chang Yong, China (19:12), Jong-Chol Pak, Nordkorea (15:8) und im Finale Njambajaryn Tögstsogt aus der Mongolei (18:14). Damit qualifizierte er sich für die Olympischen Spiele 2012 in London.
Dort gewann er zunächst gegen Salomo N’tuve, Schweden (13:8), und belegte nach der Niederlage gegen Andrew Selby, Großbritannien (15:19), den 9. Platz.
Bei den Weltmeisterschaften 2013 in Almaty schied Süleimenow nach Siegen über Andrew Maloney, Australien (3:0), und Azat Usenaliyev, Kirgisistan (2:1), im Viertelfinale gegen Andrew Selby, Wales (2:1), aus. 2014 gewann er mit einem Finalsieg über Shahobiddin Zoirov, Usbekistan (2:1), die Asienspiele in Incheon.
| Personendaten    | Personendaten |
| ---------------- | --- |
| NAME             | Süleimenow, Iljas |
| ALTERNATIVNAMEN  | Süleimenow, Iljas Düissenuly (vollständiger Name); Сүлейменов, Ільяс Дүйсенұлы (kasachisch-kyrillisch); Suleimenow, Iljas Duissenowitsch (russisch-lateinisch); Сулейменов, Ильяс Дуйсенович (russisch-kyrillisch); Suleimenov, Ilyas (englisch) |
| KURZBESCHREIBUNG | kasachischer Boxer |
| GEBURTSDATUM     | 21. Dezember 1990 |
| GEBURTSORT       | Krasnosnamenskoje, Oblast Zelinograd, Kasachische SSR, UdSSR |